# Висимский завод
Виси́мский медеплави́льный заво́д — металлургический завод на Западном Приуралье, действовавший в 1730—80-х годах.

## История
Завод был построен по указу В. Н. Татищева от 24 февраля 1735 года Соликамском уезде на берегу реки Малый Висим, притоке Камы.
Выплавка меди началась в 1736 году. Оборудование завода состояло из 6 медеплавильных печей, 1 гармахерского горна, 1 штыкового горна, 1 пробного горн, 6 обжигальных печей и 1 рудобойного молота. Висимский завод имел тесные связи с другими Пермскими заводами. Руда поступала с рудников Егошихинского и Пыскорского заводов, выплавленная черновая медь отправлялась для переплавки на Мотовилихинский завод. В 1751 году на заводе функционировали 6 плавильных печей, кузница на 1 горн и 16 обжигальных печей.
В 1759 году завод за 170 975 рублей был передан во владение канцлеру М. И. Воронцову, который сразу передал предприятие в управление своему брату, Р. И. Воронцову. В 1759 году на заводе было выплавлено 1733 пудов меди, в 1760 году — 1694 пудов, в 1762 году — 3367 пудов, в 1767 году — 40 183 пудов, что было историческим рекордом для предприятия.
В 1764 году на заводе работало 99 основных и 20 вспомогательных рабочих, парк оборудования завода включал в себя 6 медеплавильных печей, 1 гармахерский и 1 штыковой горн, 1 рудобойный молот, обжигательную фабрику и кузницу на 2 горна. Дутьё обеспечивалось деревянными клинчатыми мехами с приводом от водяного колеса диаметром 4,2 м. Плотина заводского пруда имела длину 200,5 м, ширину — 21,3 м. К каждой печи было приписано по 200 крестьян, в реальности на каждую печи работало 328 крестьян.
В годы крестьянской войны объёмы выплавки меди на Висимском заводе значительно сократились. В 1772 году было произведено 905 пудов меди, в 1773 году завод простаивал, в 1774 году было выплавлено 65 пудов, в 1775 году — 446 пудов, в 1776 году — 781 пуд. Для восстановления нормальной производительности в 1782 году завод вернули в казённое управление. Основной проблемой было отсутствие собственной рудной базы и необходимость доставки руды с Мотовилихинского и Пыскорского заводов. В 1786 году из-за нестабильного обеспечения рудой завод был остановлен.
Вплоть до 1830 году велись безуспешные поиски медной руды в районе завода. Указ Пермской казённой палаты об официальной остановке завода был подписан 31 декабря 1785 года. В 1833 году заводской участок Висимского завода был присоединён в качестве лесной дачи к Мотовилихинскому заводу. Всего за 50 лет работы Висимский завод выплавил 83 854 пудов меди.